# Andrea Morassi
Andrea Morassi, né le 30 août 1988 à Tolmezzo, est un sauteur à ski italien.

## Carrière
Il commence le saut à ski en compétition en 2003. Il fait ses débuts en Coupe du monde en décembre 2005 et obtient son premier et seul podium individuel jusque-là en janvier 2007 à Oberstdorf (troisième).

## Palmarès

### Jeux olympiques d'hiver
| Épreuve / Édition | Turin 2006 | Vancouver 2010 |
| Petit tremplin    | 36e        | 43e            |
| Grand tremplin    |            | 48e            |
| Par équipes       | 11e        |                |

### Championnats du monde
| Épreuve / Édition | Épreuve / Édition | Sapporo 2007 | Liberec 2009 | Oslo 2011 | Val di Fiemme 2013 |
| Petit tremplin    | Petit tremplin    | 43e          |              | 25e       | 30e                |
| Grand tremplin    | Grand tremplin    | 22e          |              | 41e       | 38e                |
| Par équipes       | PT                |              |              | 11e       | 7e                 |
| Par équipes       | GT                |              | 11e          |           | 8e                 |

### Championnats du monde de vol à ski
| Épreuve / Édition | Planica 2010 | Vikersund 2012 |
| Individuel        | 23e          | 19e            |
| Par équipes       | 8e           |                |

### Championnats du monde junior
| Épreuve / Édition | Rovaniemi 2005 | Kranj 2006 | Tarvisio 2007 | Zakopane 2008 |
| Individuel        | 47e            | Bronze     | 6e            | 48e           |
| Par équipes       | 10e            | 12e        |               | 9e            |

### Coupe du monde
- Meilleur classement général : 38e en 2007 et en 2012.
- Meilleur résultat individuel : 3e à une reprise.
- 1 podium par équipe.